# Мариньи-ле-Рёлле
Мариньи́-ле-Рёлле́ (фр. Marigny-lès-Reullée) — коммуна во Франции, находится в регионе Бургундия. Департамент коммуны — Кот-д’Ор. Входит в состав кантона Бон-Юг. Округ коммуны — Бон.
Код INSEE коммуны — 21387.

## Население
Население коммуны на 2010 год составляло 191 человек.
| 1962 | 1968 | 1975 | 1982 | 1990 | 1999 | 2010 |
| ---- | ---- | ---- | ---- | ---- | ---- | ---- |
| 150  | 134  | 101  | 144  | 168  | 171  | 191  |

## Экономика
В 2010 году среди 137 человек трудоспособного возраста (15—64 лет) 100 были экономически активными, 37 — неактивными (показатель активности — 73,0 %, в 1999 году было 73,9 %). Из 100 активных жителей работали 94 человека (47 мужчин и 47 женщин), безработных было 6 (3 мужчин и 3 женщины). Среди 37 неактивных 13 человек были учениками или студентами, 15 — пенсионерами, 9 были неактивными по другим причинам.